# Sithon mastanabal
Sithon mastanabal är en fjärilsart som beskrevs av Hans Fruhstorfer 1912. Sithon mastanabal ingår i släktet Sithon och familjen juvelvingar. Inga underarter finns listade i Catalogue of Life.